# Antennopothyne aureomaculata
Antennopothyne aureomaculata är en skalbaggsart som beskrevs av Hüdepohl 1990. Antennopothyne aureomaculata ingår i släktet Antennopothyne och familjen långhorningar.
Artens utbredningsområde är Burma. Inga underarter finns listade i Catalogue of Life.